# Partit Comunista Obrer Espanyol (1921)
El Partit Comunista Obrer Espanyol va ser un partit polític espanyol, escindit del PSOE després de la decisió del Congrés Extraordinari del 1920, per la qual el PSOE es mantenia adherit a la II Internacional (socialista) i rebutjava les 21 condicions d'ingrés en la Komintern. El sector minoritari (tercerista), partidari d'adherir-se a la Internacional Comunista i en el qual s'incloïa la Federació de Joventuts Socialistes, va decidir escindir-se del PSOE per a fundar el Partit Comunista Obrer Espanyol, adherit a la III Internacional. D'aquesta manera el PCOE era la segona organització espanyola adherida al Komintern, juntament amb el Partit Comunista Espanyol, escindit l'any anterior del PSOE.
La fundació del nou Partit es va produir el 13 d'abril de 1921, quan els terceristes derrotats en el Congrés del PSOE van manifestar la seva voluntat d'adherir-se pel seu compte a la Internacional Comunista. Entre els signants d'aquest manifest es van trobar nombrosos fundadors del moviments socialista, com Antonio García Quejido (fundador i primer líder de la UGT), José Rojas (de la nova Federació Nacional de Joventuts Socialistes), Virginia González Polo (també de la UGT), Daniel Anguiano o Facundo Perezagua. En 1921, i a causa de les pressions de la Internacional Comunista, el PCOE i el Partit Comunista Espanyol es van fusionar en el Partit Comunista d'Espanya (PCE), que es va convertir en l'únic referent tercerista a Espanya. Les joventuts d'ambdós partits, ambdues provinents de les federacions juvenils socialistes, van emprendre també un procés de fusió que va culminar amb la creació de la Unió de Joventuts Comunistes d'Espanya.